# Luck (Wisconsin)
Luck – miasto w Stanach Zjednoczonych, w stanie Wisconsin, w hrabstwie Polk.